# Haypost

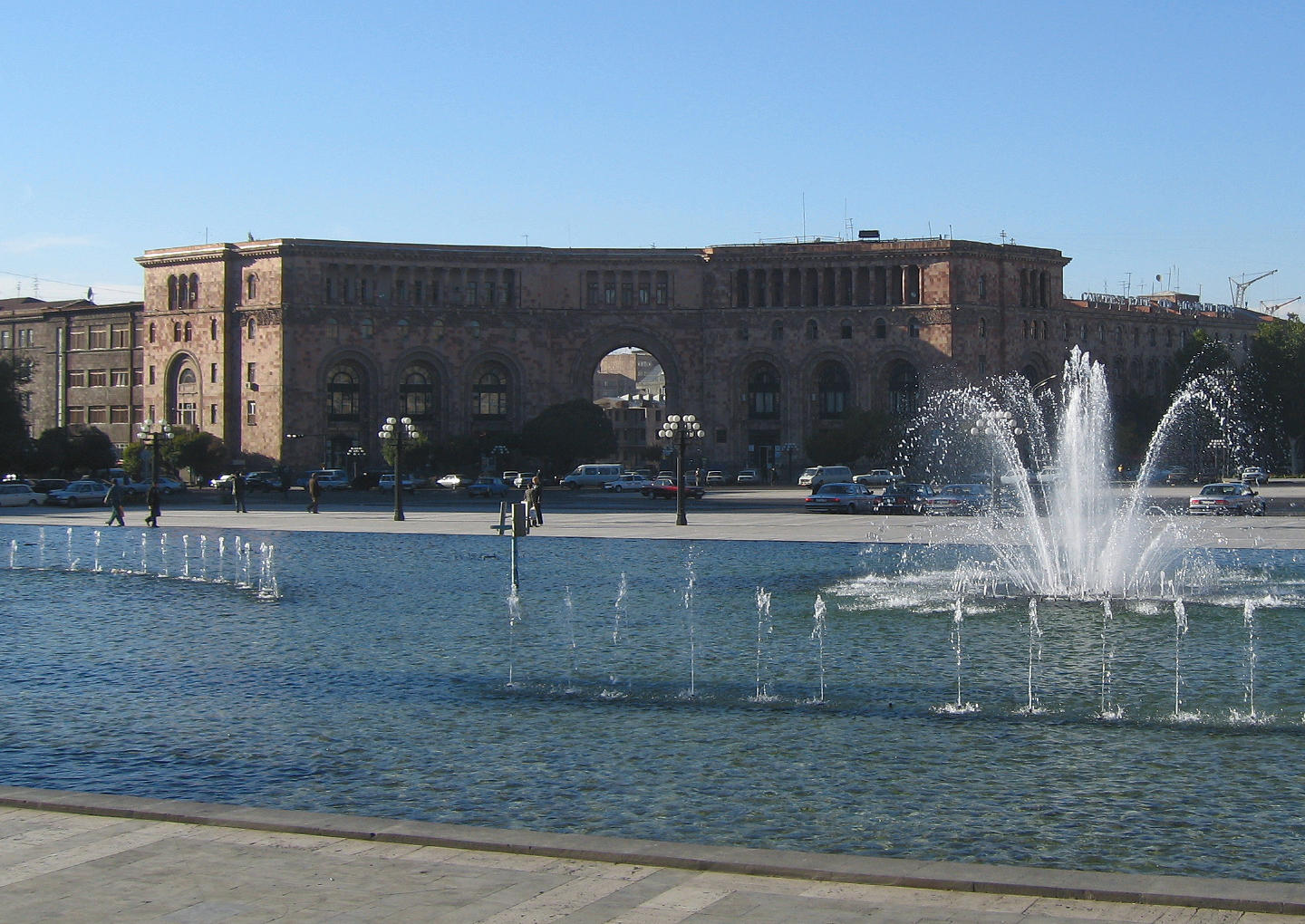
Bureau de poste central à Erevan

Haypost (en arménien Հայփոստ) est le principal opérateur postal en Arménie.